# 毛阿港
毛阿港是巴西南大河州的一个市镇。总面积105.56平方公里，总人口2565人，人口密度24.3人/平方公里。